# Palau dels Oliver de Boteller
El Palau dels Oliver de Boteller és un edifici de Tortosa (Baix Ebre) declarat bé cultural d'interès nacional.

## Descripció
El palau Oliver de Boteller, actual seu dels serveis territorials de Cultura de Tortosa, no es troba avui al lloc que ocupava originàriament. Bastit a la darreria del segle xv a la vora del riu, formava part de l'illa de cases compresa entre els carrers de les Botigues de la Sal, de la Llotja i de Felip Pedrell, al sector corresponent a l'eixample urbà dels segles XIV-XV. Hom creu que es corresponia amb un palau anterior.

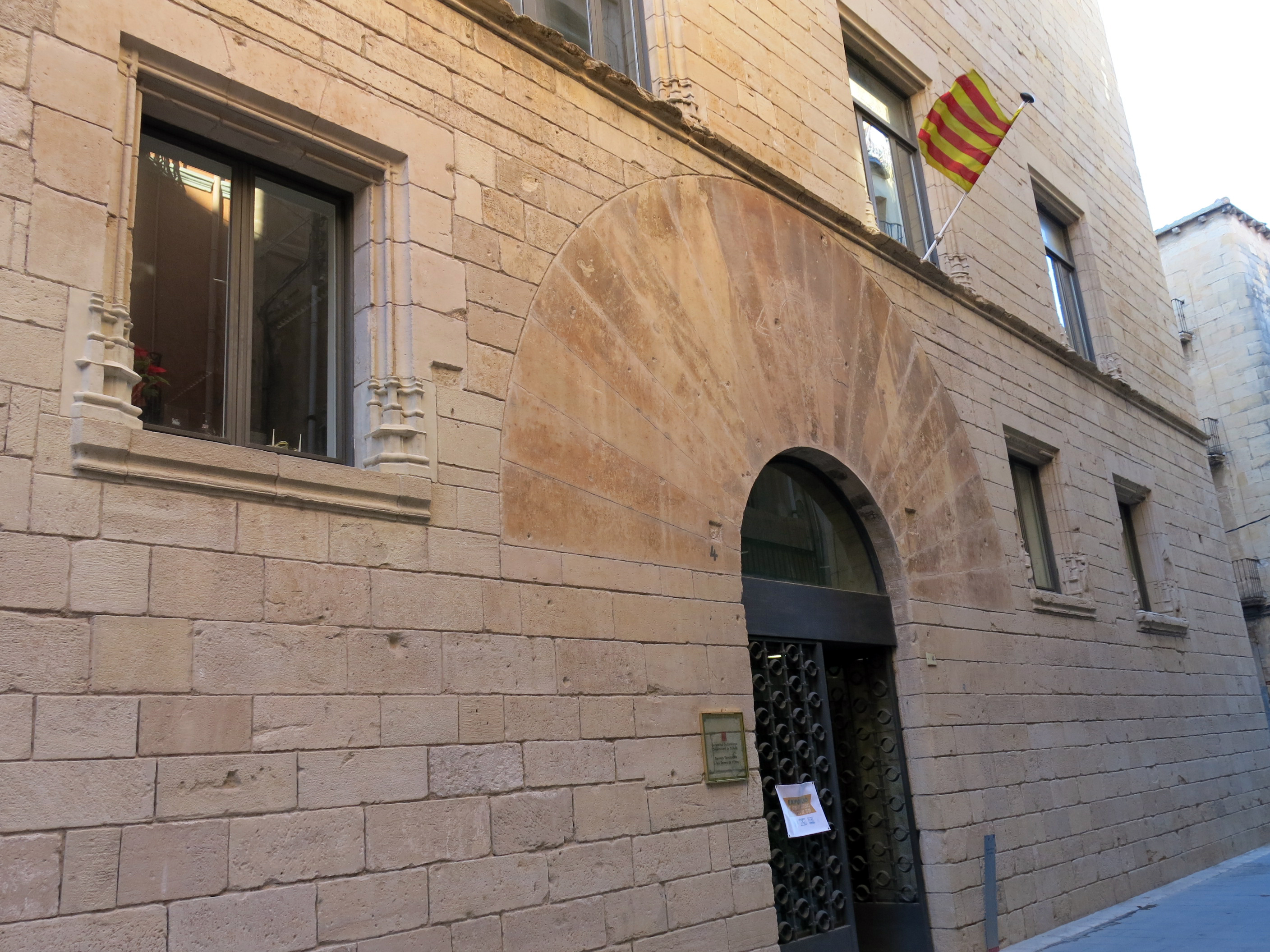
Detall dels baixos de l'edifici

Com la major part de les construccions que miraven al riu en aquest mateix sector, va sofrir grans desperfectes durant la guerra de 1936-1939. El 1962, la façana va ser traslladada al solar on la trobem avui, ocupat antigament pel desaparegut Palau Municipal. De l'edifici original es conserva també un enteixinat de la sala noble, a la primera planta. La resta és de construcció moderna.
La façana, molt austera, té aparença massissa tant pel predomini del mur sobre els buits com per la utilització de carreus de pedra ben treballats. Les obertures la divideixen en tres nivells, corresponents a la planta baixa i als dos pisos, i com a acabament superior té una línia de merlets decoratius. Els dos nivells inferiors són separats, a més, per una cornisa motllura horitzontal. A la planta, el portal té forma d'arc de mig punt amb grans dovelles i està descentrat respecte a l'eix. Al seu costat hi ha tres finestres rectangulars. Al primer pis, només s'hi obren tres finestres, també rectangulars, corresponents a tres de més petites al nivell superior.
Al flanc del palau que mira als Quatre Cantons, hom hi va adossar la part central de la font gòtica del segle xiv, situada originàriament a l'actual plaça d'Agustí Querol, abans plaça de la Font.

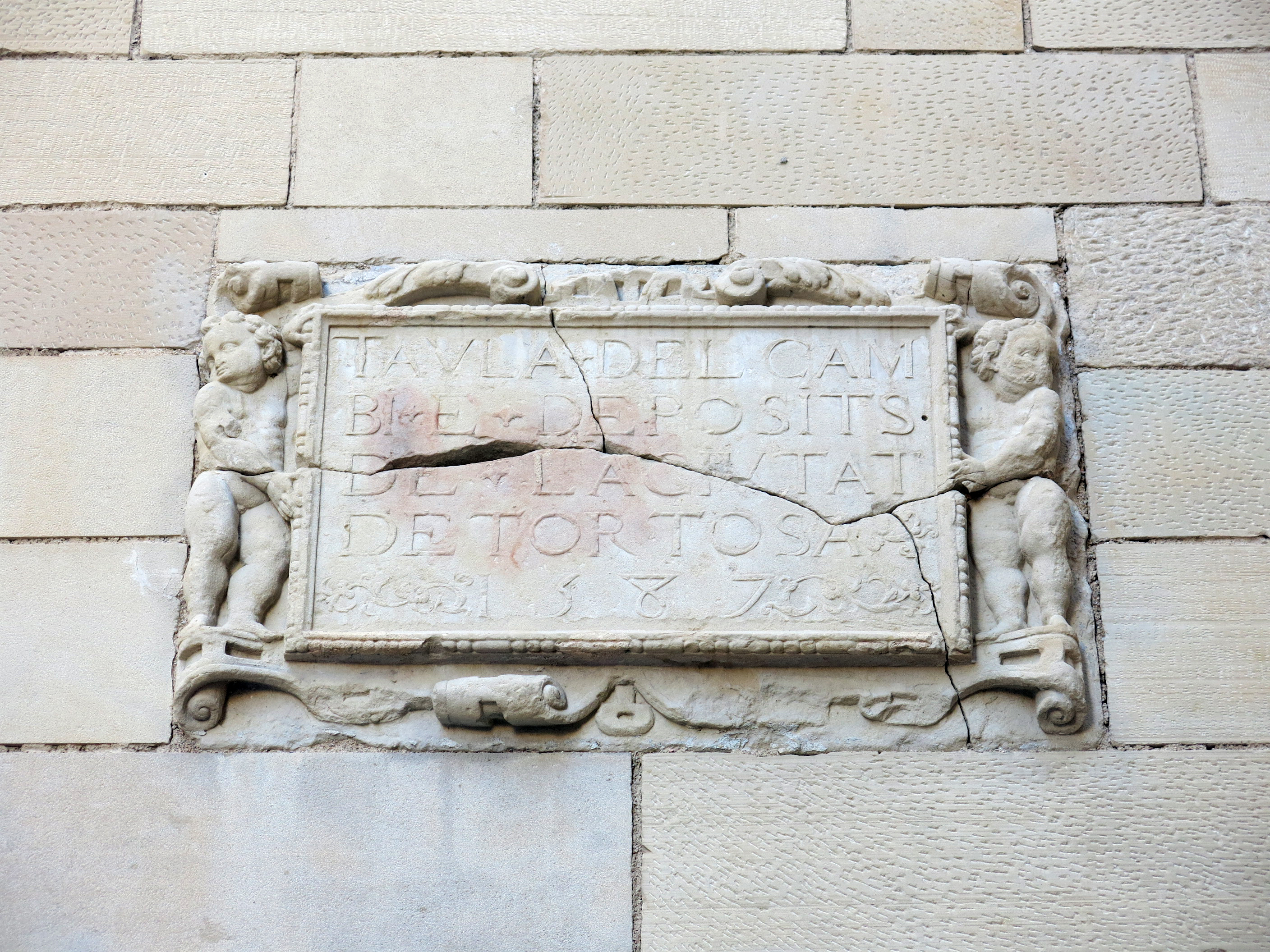
Placa de la Taula de canvi i dipòsits de la ciutat de Tortosa

Al mur lateral hi ha encastada la placa de la taula de canvi de Tortosa. És una placa de pedra treballada en relleu i consta d'una inscripció emmarcada per un rectangle, sostingut al seu torn per dos "putti" plantats sobre petites mènsules. La inscripció diu: TAVLA DEL CAMBI E DEPÒSITS DE LA CIVTAT DE TORTOSA – 1587. La professió de canvista ja es tracta als Costums de Tortosa. La taula de canvi adquirí importància especialment a partir del segle xiii, i des del 1587 es va municipalitzar i se'n va inaugurar una oficina oficial.

## Història
La família dels Oliver de Boteller tingué a la Tortosa del segle xvi un paper fonamental. Era el resultat de la unió d'una branca de la noblesa tradicional amb una de la nova burgesia, en un moment clau en què la ciutat s'obria als negocis i a l'activitat mercantil. El palau, d'acord amb això, era un dels més ben guarnits de la ciutat i va ser utilitzat en diverses ocasions com a allotjament de personatges reials. Entre d'altres, hi residí temporalment el 1585 Felip II de Castella. Posteriorment, va pertànyer a la família dels Jordà i a la dels Guzmán de Villoria. Els darrers temps del segle xix, hom hi instal·là el Banc de Tortosa primer (1881) i el Club Recreatiu després (1895). Posteriorment, va ser utilitzat també com a seu de l'Ateneu (1905).
La façana fou traslladada al seu emplaçament actual als anys seixanta per a la creació de la Casa de la Cultura, que no va entrar en funcionament fins al 1974. El 1981 esdevé la seu de la delegació territorial de Cultura de la Generalitat i el 1986 s'hi crea la Biblioteca Francesc Oliver de Boteller. Entre els anys 2001 i 2006 va allotjar també la delegació del Govern de la Generalitat a les Terres de l'Ebre. Després d'una remodelació integral (2008-2010), l'edifici fou novament ocupat pel Departament de Cultura de la Generalitat.